# Henriëtte Prast
Henriëtte Prast (Amsterdam, 11 april 1955) is een Nederlands econoom en politicus. Ze was twee periodes lid van de Eerste Kamer, van 2015 tot 2019 voor D66 en van 2021 tot 2023 voor de Partij voor de Dieren.

## Biografie

### Opleiding en loopbaan
Na het afronden van het gymnasium begon Prast aan een studie biologie aan de Vrije Universiteit Amsterdam. Vrij snel maakte ze de overstap naar economie en studeerde hierin af in 1984. Van 1985 tot 2002 was ze universitair hoofddocent op het gebied van Algemene Economie. Ze promoveerde in 1996. Van 1997 tot 2007 was ze als onderzoeker verbonden aan De Nederlandsche Bank.
Vanaf 2000 tot 2011 heeft Prast een column gehad in het Financieele Dagblad en was van 1 januari 2008 tot oktober 2011 lid van de Wetenschappelijke Raad voor het Regeringsbeleid. Ze was tussen 2005 en 2021 hoogleraar Persoonlijke Financiële Planning aan de Universiteit van Tilburg waarna ze officieel met pensioen ging.
Prast was van 2010 tot 2014 lid van de Raad van Toezicht van de Autoriteit Financiële Markten. Zij werd - volgens eigen zeggen - niet voorgedragen voor een nieuwe termijn omdat zij zeer kritisch was over de nevenfuncties die bekleed werden door medebestuurders. Prast was tegen een benoeming van een directe collega als commissaris bij een financiële instelling. Een exitgesprek op het ministerie van Financiën waar zij dit aan de orde stelde was voor PvdA-minister Jeroen Dijsselbloem de reden om nader onderzoek te laten doen. Het rapport dat volgde was zeer kritisch over de leden van de raad en voor de minister reden om drie leden, waaronder voorzitter George Möller, niet voor een volgende termijn te vragen. De drie personen hielden de eer aan zichzelf en stapten op.

### Politieke carrière
Van 9 juni 2015 tot 1 maart 2019 was Prast namens D66 lid van de Eerste Kamer. Ze zegde haar Kamerlidmaatschap op omdat haar fractie geen steun gaf aan een motie om de jacht te verbieden. Een verbod op de jacht was eerder onderdeel van het verkiezingsprogramma van D66. Als de D66-fractie de motie had gesteund was die aangenomen. Door het ontbreken van de steun werd de motie met twee stemmen verschil verworpen. Ook zegde ze haar partijlidmaatschap op. Eerder stemde Prast op het gebied van dierenwelzijn al een aantal keren afwijkend van het fractiestandpunt.
Prast stond bij D66 niet op de lijst voor de Eerste Kamerverkiezingen van 2019. Binnen een week sloot Prast zich aan bij de Partij voor de Dieren en kwam ze meteen voor die partij op de vierde plek van de kandidatenlijst te staan voor de Eerste Kamerverkiezingen 2019. Ze kwam niet in de Kamer omdat de PvdD drie zetels kreeg. Zij werd op 6 april 2021 alsnog geïnstalleerd als lid van de Eerste Kamer in de vacature die ontstaan was door de verkiezing van Christine Teunissen als lid van de Tweede Kamer. In 2023 stond ze voor de Partij voor de Dieren op de zesde plaats, onvoldoende om herkozen te worden.

## Wetenswaardigheid
Prast stond van 2008 tot 2013 in de Volkskrant top-200 van invloedrijkste Nederlanders. 
- Bibsys: 2123189
- Gemeinsame Normdatei: 170682293
- International Standard Name Identifier: 0000 0000 4572 5495
- Library of Congress Control Number: n2003105118
- NARCIS: PRS1300379
- Nederlandse Thesaurus van Auteursnamen: 073497436
- Parlement.com: vjr3m502bbzg
- Système universitaire de documentation: 086310054
- Virtual International Authority File: 19062609
- WorldCat: E39PBJp9rrKGJ8YPFFdhC7kRrq